# Sorineuchora javanica
Sorineuchora javanica är en kackerlacksart som beskrevs av Andrew Nelson Caudell 1927. Sorineuchora javanica ingår i släktet Sorineuchora och familjen småkackerlackor. Inga underarter finns listade i Catalogue of Life.